# Самозарядний карабін Симонова
7,62-мм самозарядний карабін Симонова (СКС, Індекс ГРАУ — 56-А-231, за кордоном також відомий як СКС-45) — радянський самозарядний карабін конструкції Сергія Симонова, взятий на озброєння в 1949 році.
Перші екземпляри почали надходити в чинні частини на початку 1945 року — це був єдиний випадок застосування набою 7,62×39 мм у Другій світовій війні.

## Історія

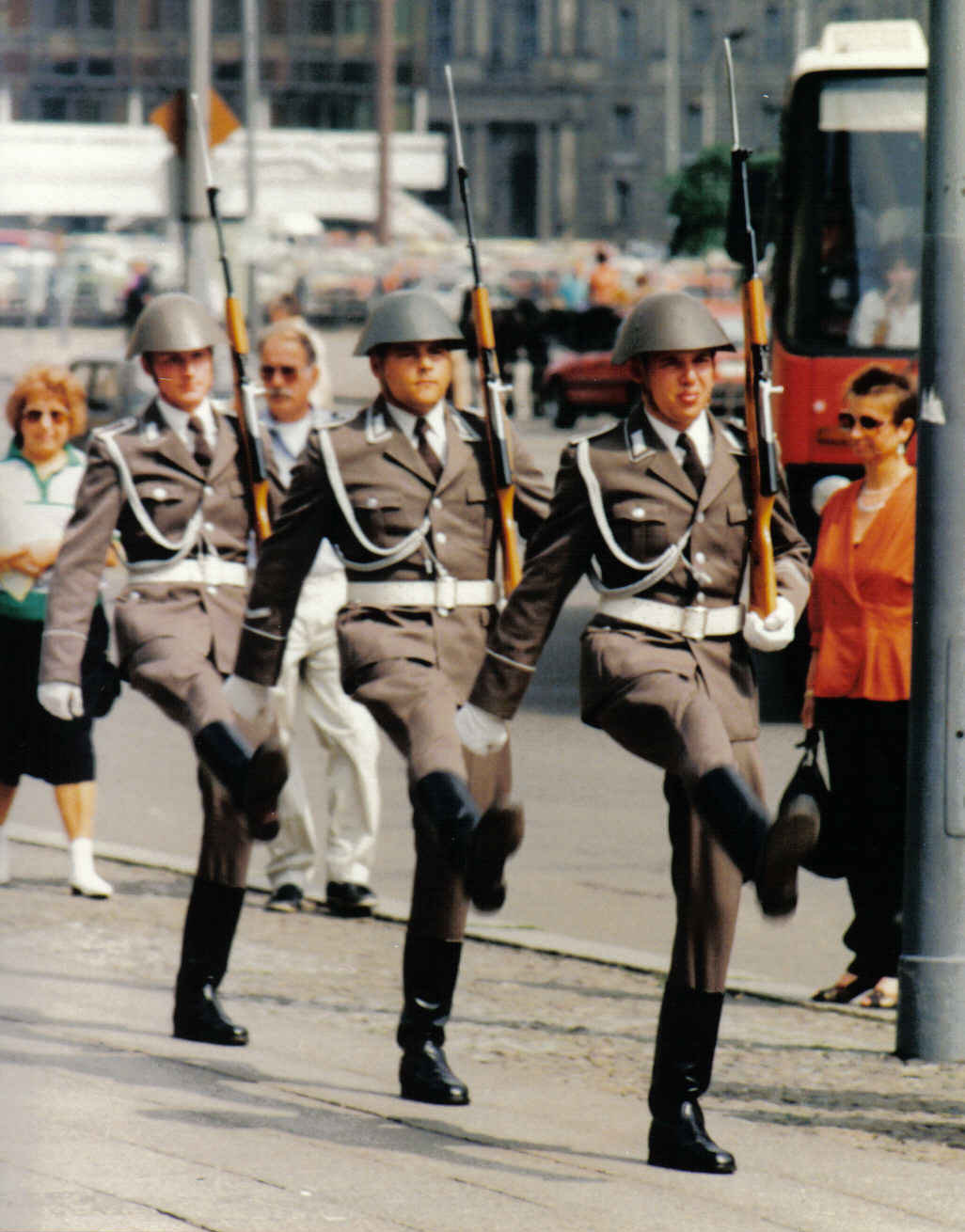
Зміна варти, озброєної СКС 1990, НДР

Після прийняття в 1943 на озброєння проміжного набою 7,62 × 39 мм конструкції Єлізарова і Сьоміна розгорнулися роботи зі створення нової системи стрілецького озброєння під цей набій. Перші зразки СКС під набій 7,62 × 39 мм були створені Симоновим до кінця 1944 року на основі карабіна, розробленого ним же в рамках конкурсу на новий карабін ще в 1940–1941 роках, який не надійшов у виробництво через евакуацію заводів. Крім набою ознаками нового карабіна стала нова конструкція багнета, відсутність дульного гальма-компенсатора, з'ємна газова камора. Невелика партія нових карабінів проходила випробування в чинних частинах 1-го Білоруського фронту на початку 1945 року, а також поставлялася на курси «Постріл». Зброя отримала позитивні відгуки, проте доведення карабіна та нового набою тривали аж до 1949, коли СКС надійшов на озброєння Радянської Армії.
Протягом десятиліття СКС стояв на озброєнні армії поряд з автоматом Калашникова та ручним кулеметом Дегтярьова. Всі три зразки під проміжний набій істотно доповнювали один одного, мали певні переваги та недоліки. Так, наприклад, АК за рахунок можливості стрільби чергами створював велику густоту вогню, що збільшувало ефективність стрільби на невеликих відстанях, а також при веденні вогню по групових цілях. Водночас, прицільна лінія та ствол СКС на 10 і 10,5 см відповідно довші, ніж у АК, що позитивно позначилося на влучності. За рахунок автоматизації заряджання та можливості поповнювати магазин за допомогою обойми карабін задовольняв всі вимоги щодо ведення вогневого бою на середніх та дальніх дистанціях.

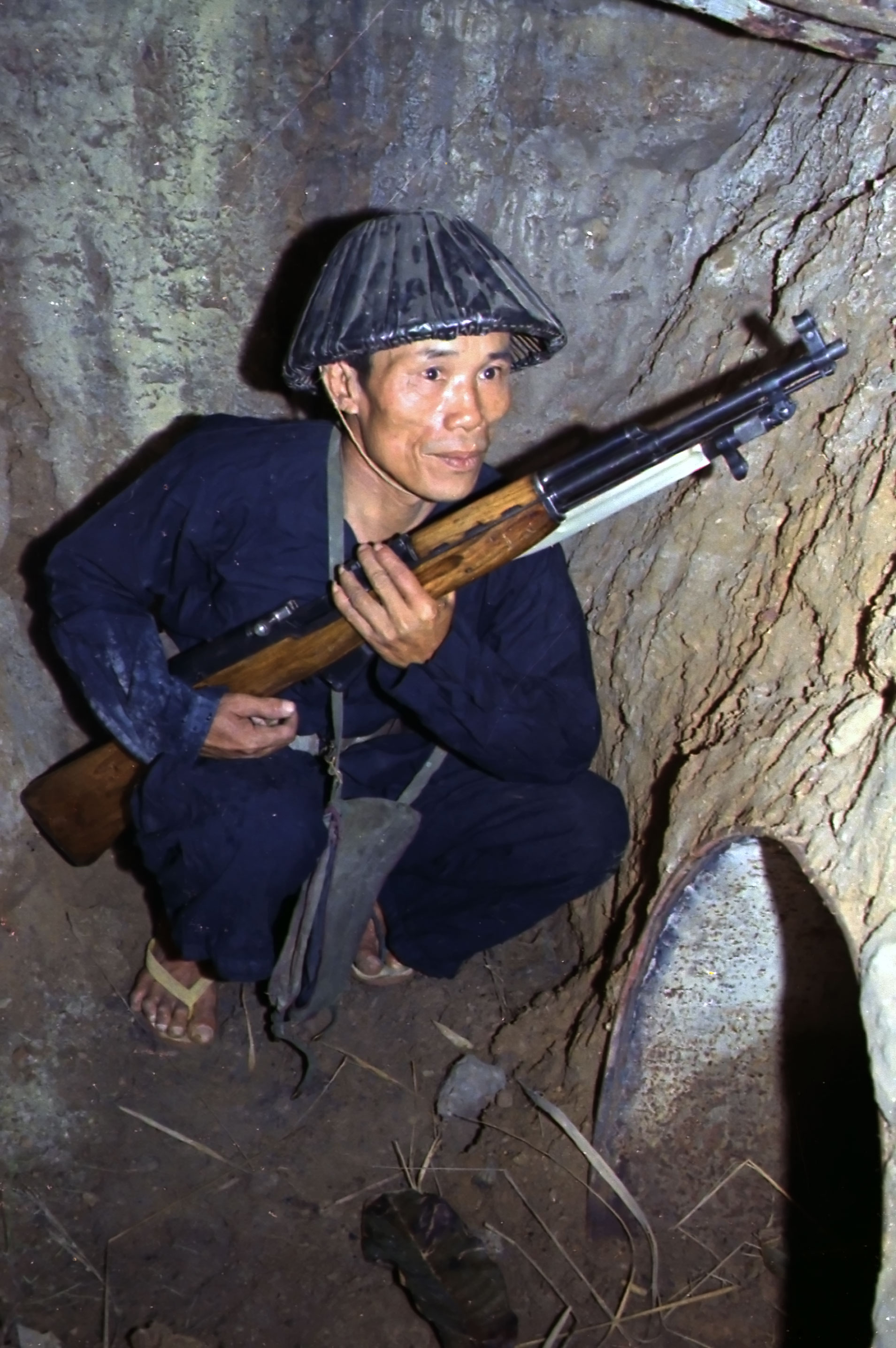
В'єтнамський партизан з СКС

До кінця 50-х років, з метою уніфікації стрілецької зброї в Радянській Армії, було прийнято рішення про повсюдну заміну в стрілецьких частинах карабінів автоматами. На думку командування, поряд з безперечною перевагою АК у високій щільності вогню стрілецьких підрозділів, перевагою СКС у веденні одиночного вогню можливо знехтувати, оскільки в сучасному бою останній фактор вже не відігравав вирішальної ролі.
Проте, СКС до кінця 80-х років перебував на озброєнні низки інженерних, військово-будівних частин, частин забезпечення, де ведення вогневого бою не було основною задачею. Останнім часом СКС є складовою озброєння воєнізованої охорони (ВОХР), а також, завдяки своїм естетичним якостям, використовується як парадно-церемоніальна зброя.
Також СКС постачався на озброєння до багатьох країн Азії та Африки і широко застосовувався у збройних конфліктах 50-70-х років, у тому числі в Корейської та В'єтнамської війні. Цим карабіном радянського чи китайського виробництва забезпечувалися найбільш боєздатні частини В'єтконга, а під час бойових дій було підтверджено відповідність СКС вимогам війни в джунглях. Власне карабін мав навіть надлишкову вогневу міць, оскільки зіткнення з військовиками супротивника проходили на дистанціях, значно менших, ніж дальність ефективної стрільби з СКС. Також була відзначена вища швидкострільність зброї порівняно зі звичайними магазинними гвинтівками, що відігравало важливу роль у швидкоплинних боях.
Як це часто траплялося зі зразками радянської зброї, в країнах соцтабору було налагоджено виробництво ліцензійних копій карабіна: Тип 56 (КНР), Karabiner-S (НДР), Тип 59 і Тип 59/66 (югославські варіанти, що оснащені дульною насадкою та відкидним прицілом для стрільби рушничними гранатами), «Рашид» (єгипетський варіант із зміненою конструкцією ствольної накладки, кришки ствольної коробки та інакшим розташуванням рукоятки перезарядження) та інші варіанти.
Усього, з урахуванням радянських та закордонних підприємств, було випущено понад 15 000 000 зразків цієї зброї. У сучасному світі СКС є популярним зразком цивільної зброї (багато в чому завдяки своїй низькій вартості, невибагливості та надійності), так в США було продано до 2 500 000 карабінів, також у продажу є широкий асортимент аксесуарів американського виробництва (складні приклади, оптичні приціли, відокремлені магазини та багато іншого).

## Конструкція

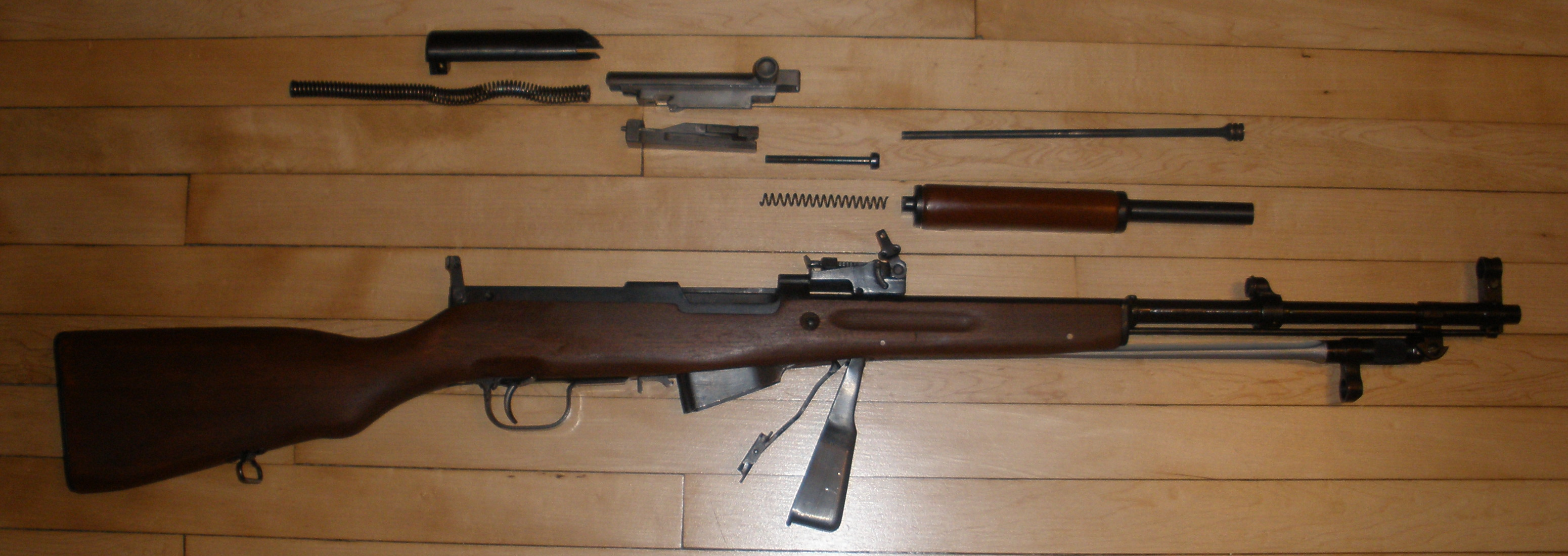

Карабін складається з таких частин та механізмів:
- Ствол зі ствольною коробкою, багнетом та прицільними пристосуваннями,
- кришка ствольної коробки,
- затвор,
- поворотний механізм,
- газова трубка зі ствольною накладкою,
- газовий поршень,
- штовхач з пружиною,
- ударно-спусковий механізм,
- магазин;
- ложа.

Для швидкого наповнення невідокремленого магазина на 10 набоїв використовується обойма. Для використання обойми на рамі затвора є спеціальні напрямні. Після відстірлу всіх набоїв, при порожньому магазині, після останнього пострілу затвор стає на затворну затримку, що знижує час на подальше поповнення магазина набоями.
Прицільні пристосування СКС складаються з прицілу та мушки. Приціл у свою чергу складається з колодки прицілу з пластинчастою пружиною, прицільної планки й хомутика з засувками та пружинами. Колодка прицілу має два сектори для додання прицільній планці певної висоти. На планці нанесена шкала з поділками від 1 до 10 (позначають дальність стрільби в сотнях метрів) та буквою «П» (постійна установка прицілу, що відповідає прицілу 3).
Багнет — клинковий невідокремлено-відкидний, складається із клинка з основою та трубки з пружиною (забезпечує амортизацію багнета для одноманітного бою СКС незалежно від положення багнета). Деякі ранні карабіни мали голчастий багнет.
У комплект карабіна входять: приналежність (шомпол, протирка, йоржик, виколотка, пенал та маслянка), ремінь, патронні сумки та обойми.
Перезарядження СКС після чергового пострілу проводиться автоматично, для цього використовується енергія порохових газів, що відводяться з каналу ствола. Замикання каналу ствола здійснюється шляхом перекосу затвора вниз.

Газовий поршень виконаний окремо, має короткий хід, в зворотне положення повертається штовхачем, який має пружину

### Принцип дії автоматики
У момент пострілу, коли куля проходить каналом ствола, порохові гази під високим тиском через спеціальний отвір у стінці ствола спрямовуються у газову камору, де приводять у рух газовий поршень, штовхач, а разом з ним і затвор. Затвор, в свою чергу відкриває канал ствола, стискає зворотну пружину й зводить курок. При цьому гільза витягається з патронника та викидається назовні.
Далі затвор під дією зворотного механізму повертається вперед, досилаючи новий набій у патронник та закриваючи канал ствола. Бічна грань остова затвора впирається в бойовий упор, а замикає виступ стебла затвора утримує остов затвора в цьому положенні. Після цього для пострілу необхідно відпустити спусковий гачок та знову натиснути його.
При пострілі останнім набоєм затвор встане на остов затвора і не піде далі, що буде сигналом для стрільця про необхідність перезарядки.

### Розбирання, складання та обслуговування
Неповне розбирання СКС проводиться для чищення, змащення та огляду в такому порядку:
1. витягнути пенал з прикладу;
2. відділити шомпол;
3. витягнути кришку ствольної коробки;
4. витягнути поворотний механізм;
5. витягнути затвор;
6. відділити остов від стебла затвора;
7. відділити газову трубку зі ствольною накладкою.

Складання після неповного розбирання здійснюється в зворотний послідовності.
Повне розбирання СКС проводиться для чищення при сильному забрудненні, після перебування під дощем або в снігу, при переході на нове змащення й ремонту в такому порядку:
1. неповне розбирання;
2. витягнути штовхач із пружиною;
3. відділити ударно-спусковий механізм;
4. відділити магазин;
5. відділити ствол зі ствольною коробкою від ложа;
6. розібрати ударно-спусковий механізм;
7. розібрати поворотний механізм;
8. відділити ударник і викидач від остова затвора.

Складання після повного розбирання проводиться у зворотному порядку.
Рекомендується влітку (при температурі вище 5 °C) використовувати мастило для зброї та лужний склад (для очищення від порохового нагару), а взимку (від +5 °C до −50 °C) — рідке мастило для зброї (для змащення та очищення від нагару), ретельно вилучивши перед цим старе мастило (промиваючи усі металеві частини в гасі або рідкому мастилі для зброї, ретельно протираючи ганчір'ям або клоччям, потім знову промиваючи та обтираючи чистою ганчіркою).
Для зберігання на складі протягом тривалого часу карабін рясно змащують сумішшю, що складається з 50 % гарматного й 50 % мастила для зброї, шляхом двократного занурення вичищених металевих частин у ванни з гарячим мастилом.

## Набої

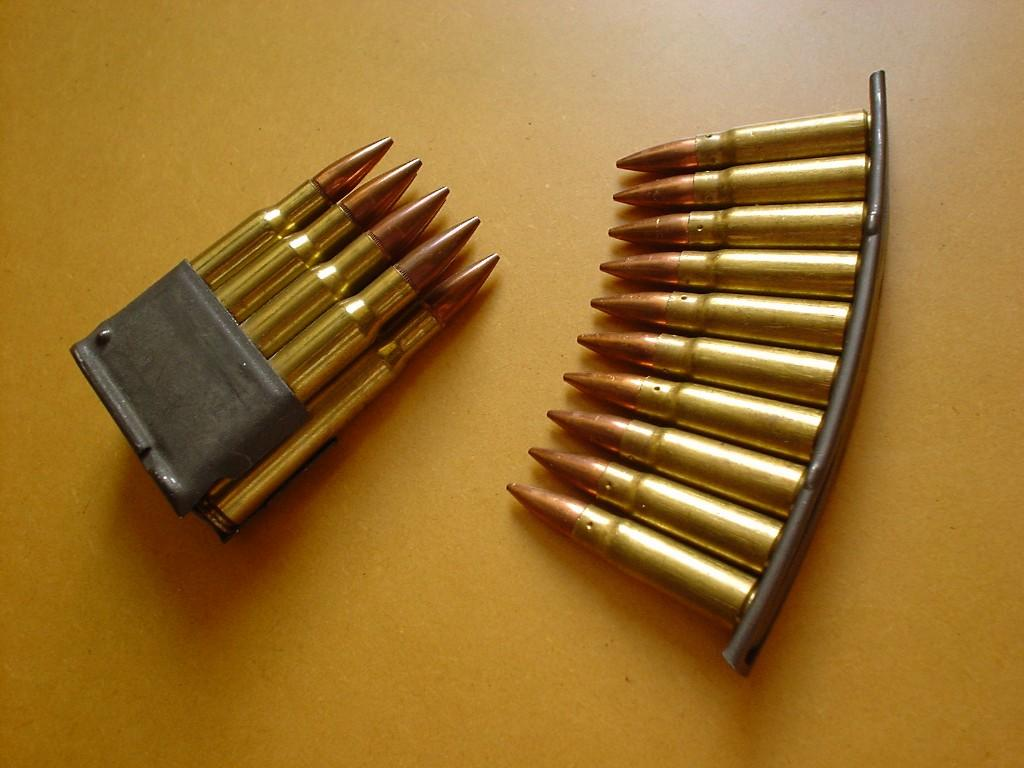
Набої в обоймі праворуч для СКС і ліворуч в пачці для М1 Гаранд.

Стрільба з СКС ведеться набоями зразка 1943 року (7,62 × 39 мм) з такими типами куль:
- звичайний зі сталевою серцевиною призначена для ураження живої сили противника, розташованої відкрито або за перешкодами, що пробиваються кулею. Оболонка — сталева плакована томпаком, серцевина — сталева, між оболонкою та серцевиною — свинцева сорочка. Не має розпізнавального забарвлення.
- трасувальний призначена для вказування цілі та коректування вогню на відстанях до 800 м, а також ураження живої сили противника. Сердечник складається зі сплаву свинцю з сурмою, за ним розташований стаканчик з запресованим трасуючим складом. Колір головної частини — зелений.
- бронебійно-запалювальний призначена для запалювання горючих рідин та ураження живої сили, яка розташована за легкоброньованими укриттями на відстані до 300 м. Оболонка — з томпаковим наконечником, серцевина — сталева зі свинцевою сорочкою. За серцевиною в свинцевому піддоні розташований запальний склад. Колір головної частини — чорний з червоним паском.
- запалювальний призначена для займання горючих рідин у залізних баках товщиною до 3 мм, легкозаймистих матеріалів на відстанях до 700 м і вказування цілі на відстанях до 700 м. Запалювальна суміш розташована між оболонкою (з томпаковим наконечником) та сталевою серцевиною, сорочка — сталева. За серцевиною та сорочкою знаходиться стаканчик з трасуючою сумішшю. Колір головної частини — червоний.

## Характеристики
Відстань прямого пострілу по грудній фігурі становить 365 м. Зосереджений вогонь з СКС ведеться на відстань до 800 м, а по повітряних цілях — до 500 м. Куля зберігає свою вбивчу силу на дальності до 1,5 км.
Вимоги нормального бою для СКС:
- всі чотири пробоїни вміщаються в коло діаметром 15 см;
- середня точка влучення відхиляється від контрольної точки не більше ніж на 5 см в будь-якому напрямку.

Перевірка бою здійснюється стрільбою по чорному прямокутнику висотою 35 см і шириною 25 см, закріпленому на білому щиті висотою 1 м і шириною 0,5 м. Відстань стрільби — 100 м, приціл — 3, положення — лежачи з упором, багнет — в бойовому положенні, набої — зі звичайною кулею.
| Розсіювання куль при стрільбі з приведеного до нормального бою СКС | Розсіювання куль при стрільбі з приведеного до нормального бою СКС | Розсіювання куль при стрільбі з приведеного до нормального бою СКС | Розсіювання куль при стрільбі з приведеного до нормального бою СКС | Розсіювання куль при стрільбі з приведеного до нормального бою СКС | Розсіювання куль при стрільбі з приведеного до нормального бою СКС |
| Дальність стрільби, м                                              | Серединні відхилення по висоті, см                                 | Серединні відхилення по ширині, см                                 | Серцевинні муги по висоті, см                                      | Серцевинні смуги по ширині, см                                     | Енергія кулі, Дж                                                   |
| ------------------------------------------------------------------ | ------------------------------------------------------------------ | ------------------------------------------------------------------ | ------------------------------------------------------------------ | ------------------------------------------------------------------ | ------------------------------------------------------------------ |
| 100                                                                | 3                                                                  | 2                                                                  | 8                                                                  | 7                                                                  | 1618                                                               |
| 200                                                                | 6                                                                  | 4                                                                  | 16                                                                 | 14                                                                 | 1226                                                               |
| 300                                                                | 9                                                                  | 7                                                                  | 26                                                                 | 23                                                                 | 932                                                                |
| 400                                                                | 12                                                                 | 10                                                                 | 38                                                                 | 33                                                                 | 716                                                                |
| 500                                                                | 17                                                                 | 14                                                                 | 53                                                                 | 44                                                                 | 559                                                                |
| 600                                                                | 23                                                                 | 19                                                                 | 73                                                                 | 57                                                                 | 441                                                                |
| 700                                                                | 30                                                                 | 24                                                                 | 92                                                                 | 72                                                                 | 353                                                                |
| 800                                                                | 38                                                                 | 29                                                                 | 116                                                                | 89                                                                 | 304                                                                |
| 900                                                                | 47                                                                 | 34                                                                 | 144                                                                | 108                                                                | 265                                                                |
| 1000                                                               | 57                                                                 | 40                                                                 | 176                                                                | 130                                                                | 235                                                                |

Де серединне відхилення — половина ширини центральної смуги розсіювання, що вміщує 50 % усіх влучень, а серцевинна смуга — смуга розсіювання, що містить у собі 70 % влучень.

## Варіанти

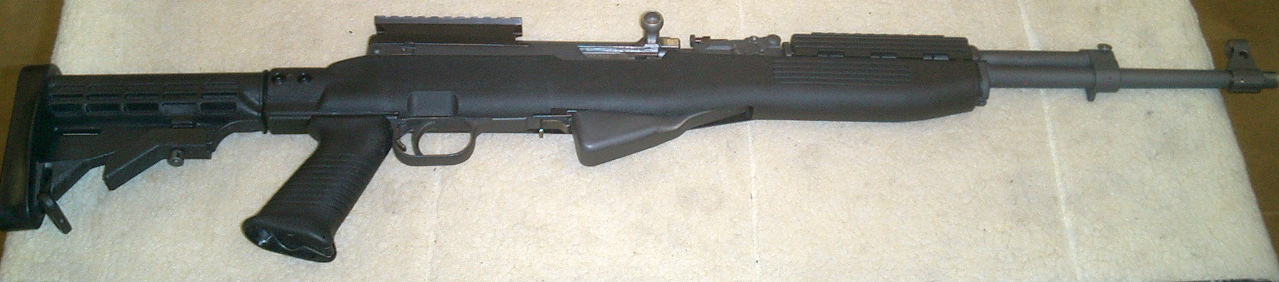

На основі СКС були розроблені мисливські промислові карабіни:
- ОП-СКС (мисливський промисловий — рос. охотничье-промышленный) — СКС, перероблений на заводі «Молот» або Тульському збройовому заводі з бойової зброї в мисливський шляхом видалення припливу під багнет, обпилювання прицільної планки до 300 метрів та додавання штифта у ствол (згідно з Законом «Про зброю»). В іншому СКС і ОП-СКС повністю ідентичні.[2][8]

- ТО3-97 «Архар» — варіант, розроблений на Тульському збройовому заводі, який відрізняється від СКС кріпленням для оптичного прицілу ПО-4х34 та видозміненим дерев'яним або пластиковим ложем, придатнішим до полювання. Прицільна планка обмежена до 300 метрів, мається штифт у стволі.[2][8]
- КО СКС (карбін мисливський — рос. карабин охотничий) — варіант ЦКИБ СОО, Росія.[2]
- СКС-МФ — виробляє НВО «Форт», Україна.

Ці карабіни користуються великою популярністю серед мисливців-промисловиків завдяки невисокій ціні, простоті в обслуговуванні, невибагливості та надійності. Карабін безвідмовно працює при температурах від −50 до +50 градусів Цельсія (показником високої надійності СКС може служити той факт, що саме цей карабін взяли з собою учасники експедиції «Трансарктика 2006» для захисту від білих ведмедів). Прийнято вважати, що переважно ці варіанти СКС використовуються для стрільби по швидким та відносно невеликим тваринам на кшталт вовків або лисиць, оскільки набій 7,62×39 мм не дозволяє ефективно вражати велику дичину. Водночас необхідно врахувати, що поширена думка про недостатню ефективність набою 7,62×39 на традиційних для Росії полюваннях можна обґрунтувати, лише порівнюючи цей калібр зі свідомо потужнішим (наприклад, 7,62×54 мм). Слабка зупиняюча дія кулі стандартних бойових набоїв (а не низька ефективність набою в цілому, як прийнято вважати), помножена на невміння стріляти — ось основна причина усіляких розповідей про лосів та кабанів з десятком поранень.. Проблема вирішується використанням на полюванні мисливських боєприпасів з напівоболонковими або експансивними кулями, що володіють достатньою дією, яка зупиняє при ураженні середнього звіра (вовк, вепр, олень, ведмідь, сарна) та забезпечують впевнене ураження дичини.
Враховуючи величезну кількість СКС, які, після розпаду СРСР, знаходяться на складах у Російській Федерації, Україні, Білорусі та інших республік колишнього Радянського Союзу є низка підприємств, які займаються переробкою карабінів СКС в ОП-СКС та «Архар», після чого карабіни вже в цивільному варіанті надходять у торгівельну мережу.

## Країни-експлуатанти
- Протекторат Аден[14][15]
- Албанія[15]
- Алжир[15]
- Ангола[15]
- Афганістан[15]
- Бангладеш[15]
- Бенін[15]
- Болгарія[15]
- В'єтнам[15]
- Єгипет[14][15]
- Гвінея[15]
- Гвінея-Бісау[15]
- Гаяна[15]
- Ємен[14]
- Камбоджа[15]
- Кабо-Верде[15]
- КНР[16]
- Казахстан — на озброєнні воєнізованої охорони[17]
- Північна Корея[16][15]
- Коморські Острови[15]
- Лаос[15]
- Ліберія[15]
- Мадагаскар[15]
- Мозамбік[15]
- Оман[14]
- Росія — на озброєнні воєнізованих та сторожових підрозділів охорони МВС РФ[18]
- Сан-Томе і Принсіпі[15]
- Сейшельські Острови[15]
- Сьєрра-Леоне[15]
- Шрі-Ланка[15]
- Судан[15]
- Танзанія[15]
- Уганда[15]
- Україна — відомо про зберігання близько 300 тисяч одиниць[19]; перебуває на озброєнні поліції охорони[20]
- Екваторіальна Гвінея[15]
- Югославія — використовувалася ліцензійна копія Застава М59/66[15][16]